# Денислав Александров
Денислав Мартинов Александров (роден на 19 юли 1997 г.) е български футболист, който играе на поста ляво крило. Състезател на Славия.

## Кариера

### Лудогорец
Александров се присъединява към юношеските системи на Лудогорец. През 2014, играе за отбора на Лудогорец до 19 г. в Младежката лига на УЕФА, бидейки титуляр във всичките 6 мача.
През 2014 Александров прави своя дебют за първия отбор, в мач за Купата на България срещу Ботев (Враца).
От сезон 2015/16, Лудогорец получава шанса да сформира втори отбор, който да се състезава във Втора лига и Денислав е изпратен да се състезава за него. Прави своя дебют на 26 юли 2015 г. срещу Дунав (Русе).
На 23 септември 2015, играе отново за първия отбор срещу Локомотив (Мездра) в мач за Купата на България. Мачът е спечелен от Лудогорец с 5–0. На 22 май 2015 г. прави своя пълен дебют за Лудогорец в Първа лига срещу Берое.
Александров започва сезон 2017/18 в Лудогорец II, като играе в първия мач от кампанията срещу Локомотив (София).
На 15 май 2018, вкарва дебютния си гол за Лудогорец в мач срещу Берое.

### ЦСКА 1948
На 8 януари 2019 г. подписва с ЦСКА 1948. Дебютира на 26 февруари при победата с 2:1 като домакин на Кариана.

### Славия
На 21 юни 2023 г. Александров е обявен за ново попълнение на Славия. Дебютира на 17 юли при победата с 0:1 като гост на Етър.

## Национална кариера
Александров получава своята първа повиквателна за националния отбор на България на 12 ноември 2020 г. Повикан е за мачовете от Лигата на нациите срещу Финландия на 15 ноември и срещу Република Ирландия на 18 ноември.